# René-Louis Baire
René-Louis Baire (Paris, 21 de janeiro de 1874 – Chambéry, 5 de julho de 1932) foi um matemático francês, notável por seus trabalhos sobre continuidade de funções, os números irracionais e o conceito de limite.
Obteve um doutorado em 1899 na Escola Normal Superior de Paris, com a tese Sur les fonctions de variables réelles. Em 1902 obteve uma cátedra na Universidade de Montpellier e em 1905 na Universidade da Borgonha em Dijon.
Dentre seus trabalho destacam-se Théorie des nombres irrationels, des limites et de la continuité (1905) e Leçons sur les théories générales de l'analyse (1908). Este último tornou-se um clássico da didática da análise matemática.

## Bibliografía
- Gispert H., La théorie des ensembles en France avant la crise de 1905 : Baire, Borel, Lebesgue... et tous les autres. (en francés) Rev. Histoire Math. 1 (1) (1995), pag. 39-81.